# Aluterus
Aluterus – rodzaj morskich ryb rozdymkokształtnych z rodziny jednorożkowatych (Monacanthidae).

## Klasyfikacja
Gatunki zaliczane do tego rodzaju:
- Aluterus heudelotii
- Aluterus monoceros
- Aluterus schoepfii – alutera pomarańczowa[3]
- Aluterus scriptus – alutera pisana[3]
- †Aluterus shigensis[4]

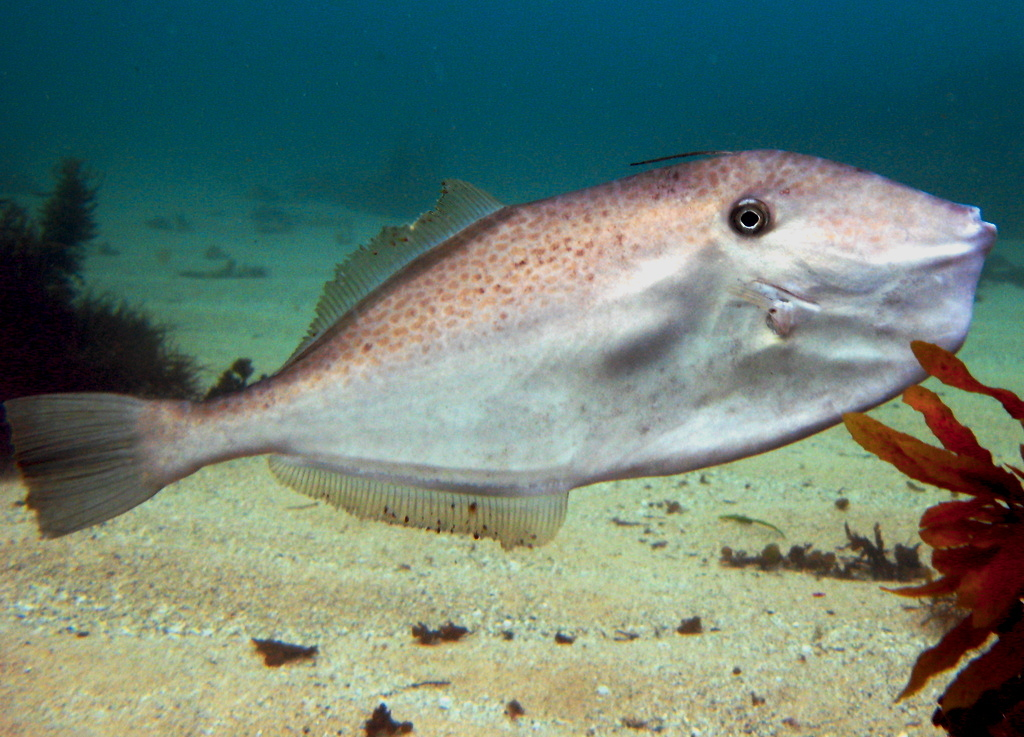
Aluterus monoceros
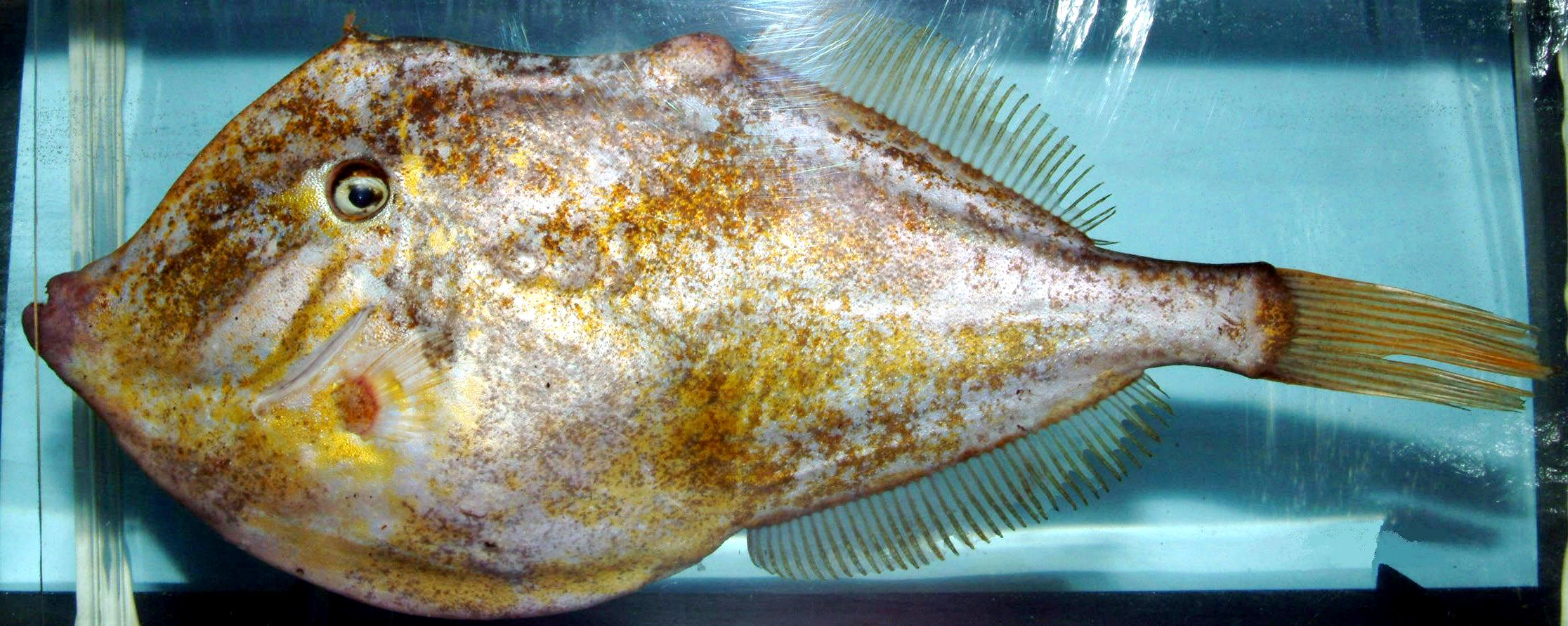
Aluterus schoepfii
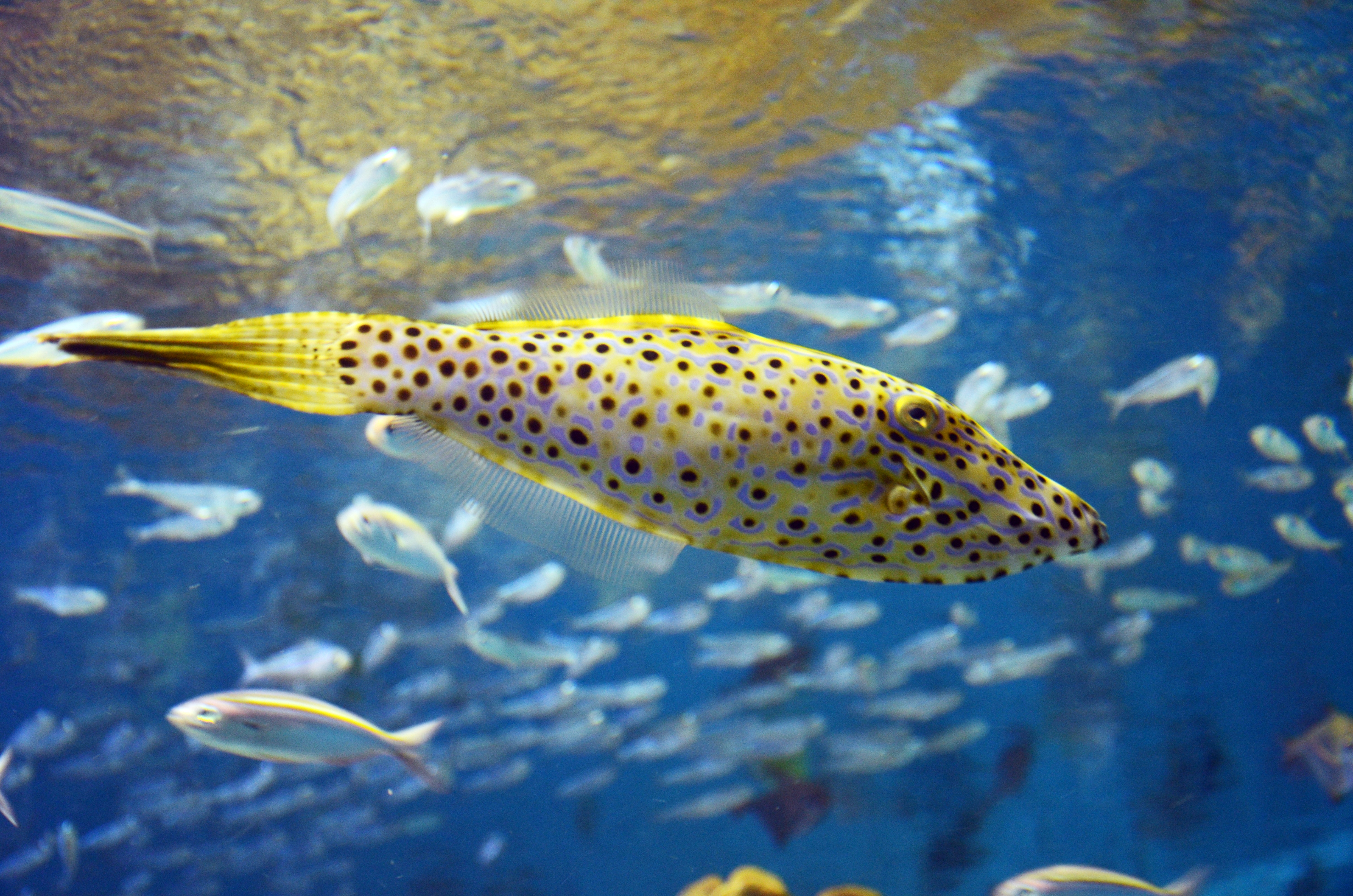
Aluterus scriptus